# Tầm nhìn ngoại vi

Tầm nhìn ngoại vi của mắt người

Tầm nhìn ngoại vi, hay còn gọi là tầm nhìn gián tiếp, là tầm nhìn nằm bên ngoài điểm nhìn cố định của mắt người và chiếm phần lớn diện tích của trường thị giác.